# Tillandsia arroyoensis
Espèce
Classification phylogénétique
Tillandsia arroyoensis est une espèce de plantes de la famille des Bromeliaceae, endémique du Mexique.